# Гандбол на літніх Олімпійських іграх 2016
Змагання з гандболу на літніх Олімпійських іграх 2016 року пройшли з 6 по 21 серпня на Арені ду Футуру в Ріо-де-Жанейро. Розіграли два комплекти нагород: серед чоловіків і жінок.
За правилами Міжнародної федерації гандболу до змагань на літніх Олімпійських іграх 2016 року між національними чоловічими та жіночими збірними з гандболу допускається по 12 команд.

## Жеребкування
За підсумками жеребкування учасники змагань були поділені на дві групи.

### Чоловіки
Детальніше: Гандбол на літніх Олімпійських іграх 2016 (чоловіки)
| - Франція - Данія - Хорватія - Туніс - Катар - Аргентина | - Польща - Словенія - Швеція - Бразилія - Німеччина - Єгипет |

### Жінки
Детальніше: Гандбол на літніх Олімпійських іграх 2016 (жінки)
| - Норвегія - Румунія - Чорногорія - Бразилія - Іспанія - Ангола | - Нідерланди - Росія - Швеція - Франція - Аргентина - Південна Корея |

## Медалі

### Загальний залік
| Місце  | Країна    | Золото | Срібло | Бронза | Загалом |
| ------ | --------- | ------ | ------ | ------ | ------- |
| 1      | Данія     | 1      | 0      | 0      | 1       |
| 1      | Росія     | 1      | 0      | 0      | 1       |
| 3      | Франція   | 0      | 2      | 0      | 2       |
| 4      | Німеччина | 0      | 0      | 1      | 1       |
| 4      | Норвегія  | 0      | 0      | 1      | 1       |
| Всього | Всього    | 2      | 2      | 2      | 6       |

### Медалісти
| Дисципліна          | Золото | Срібло | Бронза |
| ------------------- | --- | --- | --- |
| Чоловіки докладніше | Данія (DEN) Ніклас Ландін Якобсен Мадс Крістіансен Мадс Менса Ларсен Каспер Ульріх Мортенсен Єспер Ньоддесбо Яннік Грін Лассе Сван Гансен Рене Тофт Гансен Генрік Мьоллгаард Каспер Зондергаард Генрік Тофт Гансен Міккель Гансен Мортен Ольсен Мікаель Дамгаард | Франція (FRA) Олів'є Ньокас Даніель Нарсісс Венсан Жерар Нікола Карабатич Кентен Мае Матьє Гребілль Тьєррі Омеєр Тімоті Н'Гессан Люк Абало Седрік Сорендо Мікаель Ґіґу Лука Карабатич Людовік Фабрегас Адрієн Діпанда Валантен Порт                   | Німеччина (GER) Уве Генсгаймер Фінн Лемке Патрік Вінцек Тобіас Рейманн Фабіан Віде Сільвіо Гейневеттер Гендрік Пекелер Штеффен Вайнгольд Мартін Штробель Патрік Гретцкі Кай Хефнер Андреас Вольфф Юліус Кюн Крістіан Діссінгер Пауль Друкс                        |
| Жінки докладніше    | Росія (RUS) Ганна Седойкіна Поліна Кузнецова Дар'я Дмитрієва Ганна Сень Ольга Левіна Ганна Вяхирєва Марина Судакова Владлена Бобровникова Вікторія Жілінскайте Катерина Маренникова Ірина Близнова Катерина Ільїна Майя Петрова Тетяна Єрохіна Вікторія Калініна | Франція (FRA) Лора Глаузер Бландін Дансетт Каміль Айглон Еллісон Піно Лоріса Ландр Грейс Зааді Марі Прувенсьє Амандін Лейно Манон Уетт Сіраба Дембеле Клое Бульйо Тамара Горачек Беатріс Едвіж Естель Нзе Мінко Гнонсьяне Ніомбла Олександра Лакрабер | Норвегія (NOR) Карі Олвік Ґрінсбе Марі Крістін Молід Емілі Хег Арнцен Іда Альстад Вероніка Крістіансен Гейді Леке Нора Мерк Стіне Бредал Офтедал Маріт Малм Фрафйорд Катрін Лунде Гаральдсен Лінн-Крістін Ріґельгут Аманда Куртович Камілла Геррем Санна Сольберг |